# 单子柿
单子柿（学名：Diospyros unisemina）为柿科柿属下的一个种。

## 扩展阅读
維基物種上的相關：单子柿